# Ernst-Robert Grawitz
Ernst-Robert Grawitz (født 8. juni 1899 i Berlin-Charlottenburg, død 24. april 1945 i Potsdam-Babelsberg) var i det nationalsocialistiske Tyskland øverste leder for Tysk Røde Kors, SS-Obergruppenführer og Reichsarzt-SS.
Som Reichsarzt-SS fra 1935 var han direkte underlagt Heinrich Himmler og medansvarlig for massedrabene gennem eutanasi-programmet Aktion T4 og de medicinske forsøg på indsatte i fangelejre.

## Baggrund
Ernst-Robert Grawitz kom fra en familie med mange læger. Han var søn af militærlæge og senere cheflæge ved Røde Kors-sygehuset i Berlin-Westend, Ernst Grawitz (1860–1911) og hustru Helene (født Liebau, 14. oktober 1869 i Magdeburg). Hans onkel var den kendte patolog Paul Grawitz.
Under 1. verdenskrig gik han i 1917 ind i den frivillige enhed Jäger-Ersatz-Bataillon 1 og kom som løjtnant 18. september 1918, to måneder før krigen sluttede, i britisk krigsfangeskab på vestfronten. Efter at han blev løsladt i november 1919 påbegyndte han sine medicin studier ved Friedrich-Wilhelms-Universität i Berlin. Efter den medicinske embedseksamen og aflæggelse af lægeløftet var han til 1929 læge i indremedicin ved sygehuset i Berlin-Westend og uddannede sig til specialist i indremedicin. Fra 1933 til 1936 arbejdede Grawitz på indremedicinsk afdeling på sygehuset i Berlin-Westend.
Grawitz var samtidigt meget politisk aktiv. Det førte til at han fagligt ikke nåede habilitation. Helt siden skoledagene havde han været aktiv i højreekstreme organisationer. I november 1919 blev han medlem af Einwohnerwehr Berlin var i 1920 involveret i Kappkuppet. Derefter var Grawitz medlem af frikorpset Olympia og udtalte senere, at han havde været en Adolf Hitler helt siden 1920. I november 1931 gik Grawitz ind i SS og blev i 1932 medlem af Det nationalsocialistiske tyske arbejderparti (NSDAP). I 1935 udnævnte Reichsführer-SS Heinrich Himmler ham til leder for SS-Sanitätsamtes og Reichsarzt der SS. Som Reichsarzt-SS sorterede Grawitz direkte under Himmler og var den højeste faglige myndighed i alle medicinske og lægelige sager i SS. Han var også ansvarlig for læger og medicinske forhold i koncentrationslejrene. Hans direkte underordnede i SS var Karl Genzken og senere Karl Gebhardt.

## Røde Kors
17. december 1936 udnævnte indenrigsminister Wilhelm Frick ham til Gleichschaltung, stedfortrædende præsident for Tysk Røde Kors. Efter en ændring i vedtægterne i slutningen af 1937 blev han en form for «arbejdende styreformand» («Geschäftsführender Präsident»), som i realiteten gav ham alt magt over organisationen og præsidenten fra 1933, hertug Carl Eduard af Sachsen-Coburg-Gotha, som kun varetog repræsentative opgaver.
Fra midten af 1937 omorganiserede Grawitz Røde Kors ud fra førerprincippet, så de tidligere selvstændige delstats- og distriktsforeninger blev underlagt centralledelsen. Han udtalte at «i dag står et nyt, slagkraftigt Tysk Røde Kors, organiseret i soldatmæssig form og nationalsocialistisk ledet, klar til enhver indsats» («Heute steht ein neues, schlagkräftiges Deutsches Rotes Kreuz, in soldatisch-straffer Form organisiert und nationalsozialistisch geführt, zu jedem Einsatz bereit»

## Død
Da den Den røde arme nærmede sig Berlin og rykkede frem under slaget om Berlin, blev store dele af SS' organisation evakueret mod vest. Højtstående medarbejdere fik af Hitler tilladelse til evakuering, men Hitler afslog Grawitz' forespørgsel om at kunne flytte med sin familie, og den 24. april dræbte en håndgranat i Grawitz' villa i Babelsberg ham, hans hustru og børn. Det er antaget at granaten blev aktiveret af Grawitz selv, der begik selvmord. Hændelsen er gengivet i spillefilmen Der Untergang fra 2004, hvor Christian Hoening spiller Grawitz.